# Літературно-меморіальний музей Достоєвського (Семей)
Літературно-меморіальний музей Достоєвського, відкритий 1971 року до 150-річчя від дня народження російського письменника Ф. М. Достоєвського в Семипалатинську. Розташований у будинку, де мешкав письменник у період заслання у 1857—1859 роках. Біля входу в музей встановлено скульптурну групу, що зображує Достоєвського і Ч. Валіханова.
Експозиції музею висвітлюють життєвий та творчий шлях Достоєвського. Спеціальний розділ відведено творам письменника, а також науковим працям про життя та творчість Достоєвського. У фондах музею понад 2000 тисяч експонатів. Документи та реліквії відтворюють роки заслання письменника в Сибір (1849—1859 рр.) періоду каторги в Омському острозі (1850—1854 рр.) присвячено експозицію «Мертвий дім», де представлені ілюстрації художниці О. М. Корсакової та З. А. Толкачової до творів Достоєвського «Сибірські зошити» та «Записки з Мертвого дому». У розділі, де зібрано епістолярну спадщину письменника, центральне місце займає листування з Чоканом Валіхановим.